# Плоце
Пло́це (латыш. Ploce) — населённый пункт в Южно-Курземском крае Латвии. Входит в состав Вергальской волости. Находится у региональной автодороги P111. По данным на 2017 год, в населённом пункте проживало 133 человека.

## История
В советское время населённый пункт входил в состав Вергальского сельсовета Лиепайского района. В селе располагался производственный участок Айзпутского торфозавода.
В 1944—2009 годах в селе располагалась платформа Плоце железнодорожной линии Лиепая — Вентспилс.